# Drapeau de la Grenade
Le drapeau de la Grenade a été adopté en février 1974, lors de l'indépendance de l'île vis-à-vis du Royaume-Uni. Il a été élaboré par Anthony Conrad George dans la Paroisse de Saint Andrew.

## Description
Les 6 étoiles alignées en haut et en bas représentent les 6 paroisses du pays et l'étoile au centre, dans un rond rouge représente la paroisse de Saint-Georges, la capitale,. 
Les triangles verts représentent l'agriculture et les triangles jaunes, le soleil,. Le rouge symbolise le courage, le jaune la sagesse.
À la gauche, une noix de muscade stylisée est présente,. Elle rappelle la principale denrée exportée par la Grenade, ainsi que son ancienne appellation « île des épices » (Isle of Spice en anglais).
On retrouve les mêmes couleurs panafricaines que sur le drapeau de l’Éthiopie. 

## Insignes civil, national et naval
L'insigne civil et national est le même que le drapeau national mais avec un ratio de 1:2 plutôt que 3:5 et l'insigne naval est basé sur le White Ensign.

Insigne civil et étatique. Ratio: 1:2
Insigne naval. Ratio: 1:2

## Drapeaux historiques
De 1958 à 1962, l'île de Grenade fait partie de la Fédération des Indes occidentales. À sa dissolution, la Grenade reprend le drapeau colonial britannique.
En mars 1967, l'île obtient une autonomie totale dans ses affaires intérieures et adopte un nouveau drapeau.

Drapeau de la Grenade de 1875 à 1903
Drapeau de la Grenade de 1903 à 1967
Drapeau de la Fédération des Indes occidentales de 1958 à 1962
Drapeau de la Grenade de 1967 à 1974

## Drapeaux des gouverneurs
Le 3 mars 1967, la Grenade devient un État associé du Royaume-Uni. Un gouverneur est nommé comme représentant officiel de la reine du Royaume-Uni, disposant d'un étendard personnel. Un nouveau drapeau est adopté pour le gouverneur général de la Grenade lorsque le pays obtient son indépendance du Royaume-Uni, le 7 février 1974.

Drapeau du gouverneur de la Grenade de 1967 à 1974
Drapeau du gouverneur général de la Grenade depuis 1974